# Màfia (pel·lícula)
Màfia (rus: Мафия: Игра на выживание, romanitzat: Mafia: Igra na vijivanie) és una pel·lícula d'acció russa de ciència-ficció del 2016 dirigida per Sarik Andreassian i escrita per Andrei Gavrilov. Es va inspirar en un popular joc de festa i de deducció anomenat Màfia. La pel·lícula es va estrenar a Rússia l'1 de gener de 2016. S'ha doblat i subtitulat al català.